# 塚本さと
塚本 さと（つかもと さと、天保14年8月6日（1843年8月30日） - 昭和3年（1928年）1月4日）は、明治時代から大正時代の教育者。近江商人の妻。名は里子とも。

## 生涯
塚本さとは、天保14年（1843年）に近江神崎郡川並村（現滋賀県東近江市五個荘川並町）の豪商初代塚本定右衛門の五女として誕生した。数え21歳の時に店の奉公人であった源三を婿に迎え塚本源三郎家を立て、近江商人の妻として5男3女を儲けた。さとは、「読み、書き、算盤」を寺子屋で学び、女子としての嗜みとして家庭で「裁縫、生け花、茶道」を学んだが、明治に入り新しい世の中の商家の妻として女子教育の大切さを痛感するようになっていた。『女子として時勢に順応すると共に、古来の美風と祖先の偉業を継承せしめるには、義務教育に加え、商業上の常識を養い、日常の業務に習熟させることが必要』との考えを持つようになった。明治23年（1890年）息子の妻のために、年中行事・総菜の作り方・家事の心得、家具・衣類の手入方法を記した『姑の餞別』という家政手引き書をまとめ、商家の嫁の手本書を書いた。
大正5年（1916年）に夫源三が死去した後、大正8年（1919年）4月数え77歳の時に私費を投じて神崎郡北五個荘村竜田（現東近江市五個荘竜田町）に『淡海女子実務学校』（たんかいじょしじつむがっこう）を設立し、校長に就任した。同学校は『近江商人の主婦として温良貞淑で家庭の実際に適応する堅実な女子を養成する』ことを目的とし、顧問に杉浦重剛・下田歌子・嘉悦孝子を招き、大正14年（1925年）4月より下田歌子が校長になり校名を『淡海実践女学校』に改め、翌年には『淡海高等女学校』に昇格した。